# 熊岡路矢
熊岡 路矢（くまおか みちや、1947年2月1日 - ）は、市民活動家。日本映画大学名誉教授、法務省難民審査参与員、日本国際ボランティアセンター（JVC）顧問、カンボジア市民フォーラム共同代表世話人。東京生まれ。

## 経歴
東京都立田園調布高等学校を卒業後、東京外国語大学（中国語学科）に進学。1970年3月同中退後、1979年まで、自動車修理・整備の訓練を受け、職業訓練指導員となる。1980年タイにおいて日本奉仕センター（JVC.1983年からは、日本国際ボランティアセンターに名称変更。）に参加後、同年3月一ボランティアとして、東北タイのウボン・ラオス人難民キャンプ（タイ内務省およびUNHCR＝国連難民高等弁務官事務所管轄。）で自動車技術学校を開設し運営を行う。その後、UNHCRの依頼を受け、中央タイ、カンボジア国境のカイイダン・クメール（カンボジア）人難民キャンプで、「平和」技術学校を開設し運営を行った。1981年12月には、UNHCRシンガポール事務所（代表：シャシ・タルー博士）の依頼で、シンガポールのホーキンス・ロードUNHCRベトナム（ボート・ピープル）難民キャンプで、管理・運営者として活動。
1982年8月にJVCバンコクに戻り、JVC事務局長となる。1983年3月には、当時日本および西側諸国と国交のなかったカンボジア国内に入り、農村部での井戸掘り活動を視察し、カンボジア政府（カンプチア人民共和国。ヘン・サムリン政権）と、人道・復興支援に関わる協議を行った。1985年4月短期的に、エチオピア、ウォロ州での医療支援に派遣された。
1985年9月に再びカンボジアに入り、同国における井戸掘り給水活動および技術学校開設・運営に関して、長期的な契約でも復興支援活動に入った。JVCプノンペン事務所を開設し、JVCカンボジア代表となった。同僚とともに、小学校建設、芸術学校・古典舞踊学の支援も行った。日本のNGO、SHAREをサポートし、カンダール州での、地域保健活動、助産師支援・育成活動にも携わった。
1989年の、ジュネーブでの国連およびUNHCRが主催した「インドシナ難民国連国際会議」に出席し、当時まだ国際的に孤立していた時期のベトナムでの人道復興支援について、ベトナム代表団と協議した。その後、ベトナム外務省、同社会福祉・労働省との協議を経て、1990年から同僚とともに、ハノイ市、ハイフォン市、ホーチミン市、ベンチェ省などで、帰還難民と地元青年のための職業訓練センターを開設し、運営した。
1993年からは、和平と開国、復興プロセスを迎えたカンボジアへの連携の一環として、創設された「カンボジア市民フォーラム」の事務局長に選任された。1995年、JVCの代表に選任され、従来の東南アジア、エチオピアなどでの活動のほか、パレスチナ、南アフリカでの活動にも関わった。JVC全体の活動のまとめ役となるほか、JANIC（NGO活動推進センター）の理事、副理事長となり、政府との対話に加わり、また世界のNGOとの協力・交流の一部を担った。1999年、旧ユーゴへの空爆の際、ベオグラードに趣き、セルビア領内医療クリニックへの支援を行い、またコソボを訪れ、内戦で破壊された小学校の修理・復興の事前調査を行った。
アメリカ同時多発テロ事件以降、米国が戦争政策を展開するなかで、戦争にさせない運動に加わるとともに、空爆、軍事攻撃を受けた、アフガニスタンには2002年1月、また2003年1月、イラクを訪れ、人道支援の開始、準備の一端を担った。2003年8月、国連ビルが爆破され、デメイロ国連代表など30名余りが殺害された直後のバグダッドに到着し弔問を行い、白血病の子どもたちへの支援を継続した。
2006年末、JVC代表理事を退任した。その後は、2003年から引き受けていた東京大学大学院総合文化研究科での特任、客員教授、その他、上智大学大学院、明治学院大学、などで国際紛争、国連とNGOの役割などについての講義を行った。毎日新聞国際交流賞選考委員（2003～2012年）、UNHCR駐日事務所アドバイザー（2007～2009年）、朝日新聞紙面審議委員（2007～2009年）、外務省「国際協力」有識者会議委員（2007～2009年）、JICA評価委員などを歴任。
2000年に、国際交流基金・国際文化会館共催の「アジア・リーダシップ・フェロー・プログラム（ALFP)」のフェローに選ばれ、アジアの行動的知識人と2か月共に学んだ。同期のフェローは、パク・ウォン・スン（韓国。現ソウル市長）、ウルワシ・ブターリア（インド。思想家。フェミニズム活動家）など。
法務省、難民審査参与員は、2007年に選任されてから、現在も継続。JVCは、理事を経て、現在顧問。
2011年からは、同年開学した日本映画大学（前身は、日本映画学校）での専任教員となった。

## 著作
- 『戦争の現場で考えた空爆、占領、難民: カンボジア、ベトナムからイラクまで』2014年、彩流社
- 『カンボジア最前線』1993年/2003年、岩波新書